# Yamaha MT-01
Yamaha MT-01 – japoński motocykl łączący cechy naked bike i cruiser produkowany przez firmę Yamaha od 2005 roku.
Wraz z premierą MT-01 Yamaha stworzyła nową kategorię "Torque Sports". Motocykl napędzany jest silnikiem V-twin o pojemności 1670 cm³ i posiada aluminiowe sportowe podwozie.

## MT-01 SP
W roku 2009 firma Yamaha wprowadziła MT-01 SP, specjalną limitowaną wersję, zawierającą szereg zmian w podwoziu i stylistyce, zaprojektowanych w celu zwiększenia komfortu jazdy. Jedną z najważniejszych nowych cech nowego MT-01 SP jest zastosowanie przedniego i tylnego zawieszenia Ohlins. Nowe widelce przednie 43 mm Ohlins zostały zaprojektowane tak, aby zapewnić wysoki poziom sprzężenia zwrotnego od powierzchni drogi. Amortyzatory te posiadają optymalne ustawienia sprężyn i tłumienia, które po intensywnych testach zostały ustawione tak, aby pasowały do unikalnych cech wysokiego momentu obrotowego silnika i aluminiowej ramy. Tylny amortyzator ma oddzielny zbiornik, który zapewnia stałą wydajność tłumienia. Nowe przednie i tylne koła MT-01 SP wyposażono w opony Pirelli Diablo Rosso jako oryginalne wyposażenie, z przednim 120/70-17 i 190/50-17 z tyłu. Nowy model MT-01 SP wyposażono w grubsze manetki o średnicy 28,6 mm, które zastąpiły standardowe o średnicy 25,4 mm. Centralnym punktem jest czerwony i biały zbiornik paliwa, który jest uzupełniony czerwonym przednim błotnikiem i czerwonym chromowanym logo MT na zbiorniku.

## Dane techniczne/Osiągi
Silnik: V2

Pojemność silnika: 1670 cm³

Moc maksymalna: 90 KM/4750 obr./min

Maksymalny moment obrotowy: 150 Nm/3750 obr./min

Prędkość maksymalna: 208 km/h

Przyspieszenie 0–100 km/h: 3,7 s